# The Best of Malevolent Creation
The Best of Malevolent Creation är det amerikanska death metal-bandet Malevolent Creation andra samlingsalbum, utgivet den 22 september 2003 av Roadrunner Records. Albumet är en samling av låtar från de tre första albumen som gruppen har spelat in, The Ten Commandments (1991), Retribution (1992) och Stillborn (1993).

## Låtförteckning
1. "Eve of the Apocalypse" – 3:05
2. "Sacrificial Annihilation" – 3:25
3. "Monster" – 2:38
4. "Dominated Resurgency" – 3:43
5. "Multiple Stab Wounds" – 3:34
6. "Genetic Affliction" (demo-version) – 4:36
7. "Geared for Gain" – 3:04
8. "Slaughter of Innocence" – 3:44
9. "Premature Burial" – 2:57
10. "Decadence Within" – 4:20
11. "The Way of All Flesh" – 4:23
12. "Iced" – 3:39
13. "Carnivorous Misgivings" – 3:16
14. "Remnants of Withered Decay" – 3:55
15. "The Coldest Survive" – 3:17
16. "Thou Shall Kill!" – 4:30
17. "Mindlock" – 3:06
18. "Piece by Piece" (Slayer-cover) – 1:54

## Medverkande
Musiker (Malevolent Creation-medlemmar)
- Brett Hoffman – sång
- Jason Blachowitzs – basgitarr
- Phil Fasciana – gitarr
- Jeff Juszkiewicz – sologitarr (spår 2, 5, 9, 10, 14, 16)
- Alex Marquez – trummor (spår 1, 3, 4, 7, 8, 11-13, 15, 17)
- Rob Barrett – gitarr (spår 1, 3, 8, 12, 15, 17)
- Mark Simpson – trummor (spår 2, 5, 9, 10, 14, 16)
- Jon Rubin – gitarr (spår 4, 6, 7, 11, 13)
- "Crazy" Larry Hawke – trummor (spår 6)

Produktion
- Tom Burleigh – producent
- Monte Conner – producent
- Mark Pinske – producent, ljudmix
- Alan Douches – mastering
- Joe Giron – omslagskonst, foto
- Sarah McKenzie – omslagskonst
- Steven Hlavac – foto
- Tim Hubbard – foto